# Queekhoven
Queekhoven is een kasteel/buitenplaats langs de rivier de Vecht in het Nederlandse dorp Breukelen.
De oudste verschijning van Queekhoven dateert van voor het Rampjaar (1672). Dat jaar staken Franse troepen het gebouw in brand, waarop nog die eeuw de voorgevel van het hoofdgebouw werd vervangen. Nadien is het hoofdgebouw meermaals verbouwd. 
Om het hoofdgebouw ligt een bijbehorend park. Tevens bevindt zich er een tuingedeelte waarin gekweekt wordt, de huisnaam is eraan ontleend. Diverse kassen, een tuinmanswoning en een slangenmuur (meandermuur) zijn er bijzonderheden van. Andere bijzondere delen die tot Queekhoven behoren zijn onder meer twee bouwhuizen en meerdere toegangspartijen met hekwerken.
Queekhoven is onder andere in de loop der eeuwen gebruikt als chique Franse jongenskostschool.
In 1963 betrok De Eduard van Beinum Stichting het buitenverblijf Queekhoven en beschikte Nederland over een internationaal muziekinstituut, waar in de jaren daarop volgend honderden gastdocenten van internationale allure en duizenden cursisten uit alle windstreken bivakkeerden. Naast de studiebijeenkomsten, cursussen en masterclasses was er al vroeg aandacht voor de ontwikkelingen op het gebied van de historische muziekpraktijk. Ook werd onderzoek gedaan naar muziek uit andere culturen. De leiding van het centrum had de harpist Phia Berghout.
Door het wegvallen van overheidssubsidies zagen directie en bestuur zich in 1983 gedwongen Huize Queekhoven af te stoten. 